# Neolophonotus forcipatus
Neolophonotus forcipatus là một loài ruồi trong họ Asilidae. Neolophonotus forcipatus được Macquart miêu tả năm 1838. Loài này phân bố ở vùng nhiệt đới châu Phi.